# Путарина
Путарина је накнада која се наплаћује за коришћење пута или пловног пута.

## Историја
Путарина је обично морала да се плаћа на стратешким локацијама као што су мостови (понекад се називају путарина) или капије. У Европи се путарина враћа у праксу германских племена, која су путницима наплаћивала накнаде ако су хтели да пређу планинске пролазе. Од тог времена, путарина је постала уобичајена у средњем веку, посебно у Светом римском царству. Царство је имало „систем пролаза“ по коме би се успоставио одређени број наплатних станица на рути где су се наплаћивале мале путарине. Примери су били Оксенвег у Шлезвиг-Холштајну који је имао наплатне станице у Кенигзауу и Рендсбургу, Нојминстеру, Брамштету и Улцбургу, као и Габлеров пут са замком Карлсфрид као наплатном станицом. Други облик путарине био је Линијенгелд, који се морао плаћати при уласку у град Беч с почетка 18. века.
Посебан облик путарине био је Пфластерцол, који је морао да се плати да би се финансирало почетно калдрмисање пута и његово накнадно одржавање.

## Електронска збирка
Електронска наплата путарине је бежични систем за аутоматско прикупљање накнаде за коришћење или путарине која се наплаћује возилима која користе путеве са наплатом путарине, ХОВ траке, мостове са наплатом путарине и тунеле са наплатом путарине. То је бржа алтернатива а то је замена наплатних кућица, где возила морају да стају, а возач ручно плаћа путарину готовином или картицом. У већини система, возила која користе систем опремљена су аутоматизованим радио транспондер уређајем. Када возило прође поред уређаја за читање путарине, радио сигнал са читача покреће транспондер, који шаље назад идентификациони број који региструје коришћење пута, а систем електронског плаћања кориснику наплаћује путарину. Велика предност је што возач не мора да стане, што смањује застоје у саобраћају. Електронска наплата путарине је јефтинија од наплатне кућице са особљем, смањујући трошкове трансакција за владине или приватне власнике путева. Лакоћа варирања износа путарине олакшава примену цена загушења на путевима, укључујући траке са великом попуњеношћу, траке за наплату путарине које заобилазе гужве и накнаде за загушење у целом граду. Систем плаћања обично захтева од корисника да се пријаве унапред и учитају новац на рачун са опадајућим стањем, који се терети сваки пут када прођу наплатну тачку.